# نجوم بين الغيوم (مسلسل)
نجوم بين الغيوم مسلسل سور ي درامي تم إنتاجه عام 2001 

## طاقم العمل

### الممثلين
- فراس إبراهيم
- أيمن رضا
- رباب كنعان
- توفيق إسكندر
- فيلدا سمور
- أسيمة يوسف
- عصام عبه جي
- حسان يونس
- عزة البحرة
- عباس الحاوي
- صبحي سليمان
- نضير لكود
- سوزان سكاف
- أيهم سلمان
- أحمد منصور
- نسيمة ضاهر
- أكرم التلاوي
- زهير رمضان
- حسن دكاك
- فاتن شاهين
- أدهم الملا
- باسم ياخور
- وائل وهبة
- سامر كاسوحة
- عبدالسلام غبور
- محسن محيي الدين
- محمود عبدالعزيز أحمد
- بشار عبدالحي
- خليل اللطيف
- أشرف غيبور

### إخراج
- غسان سلمان (مخرج)
- عدنان حجازي (مخرج منفذ)
- إيلي غريبة (مخرج مساعد)

### موسيقى
- معن صالح   (الموسيقى التصويرية والألحان)
- وضاح إسماعيل (غناء)
- رشا رزق (غناء الشارة)
- بسام بلال (الألحان)

### ديكور
- بسام أبو عياش (مهندس الديكور)

### مونتاج
- خالد حصوة (مونتير)

### تصوير
- شادي سلمان (مصور)

### تأليف
- محمد صالح (مؤلف)

### ماكياج
- سهيل شلهوب (ماكيير)

### إنتاج
- الهيئة العامة للإذاعة والتلفزيون السورية (التلفزيون السوري). (منتج)